# Układarka rur

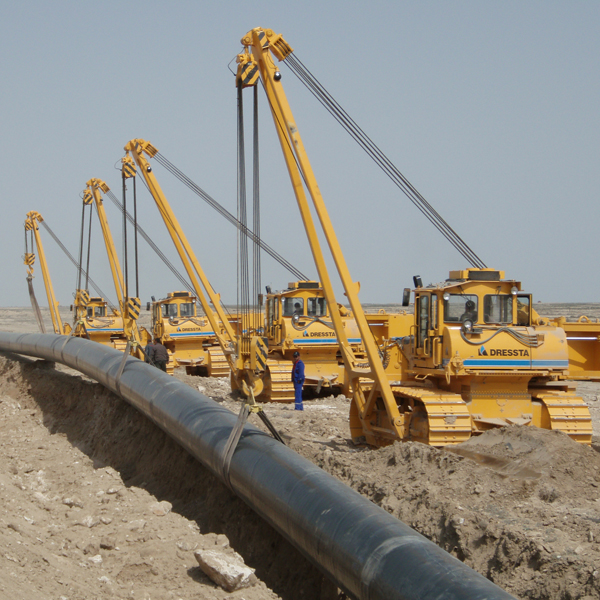
Układarki rur marki DRESSTA o max. udźwigu 100 ton podczas pracy

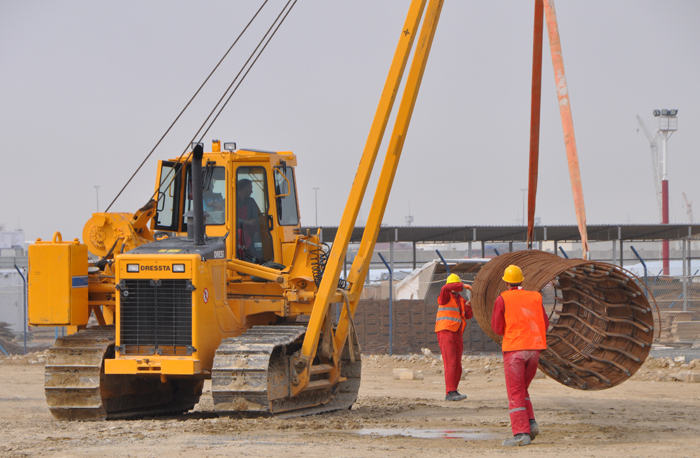
Układarka rur marki DRESSTA o max. udźwigu 33 ton

Układarka rur – pojazd gąsienicowy, zaliczany do grupy maszyn, które są przeznaczone do robót ziemnych. Osprzęt roboczy wysięgnikowy jest mocowany z lewej strony maszyny (tzw. żuraw boczny, dźwig boczny). Wykorzystywana przy budowie rurociągów naftowych, gazowych oraz wodociągów.
Standardowa wersja tej maszyny przystosowana jest do pracy w klimacie umiarkowanym. Może być ona również dostosowana do eksploatacji przy temperaturach powietrza od –50 °C do +40 °C.
Układarka rur możne być wyposażona w osprzęt:
- dźwigowy (wykorzystywany do podnoszenia i układania elementów rurociągu w wykopie),
- zgarniakowy (wykorzystywany do zasypywania wykopu),
- ubijakowy (wykorzystywany do zagęszczania gruntu w wykopie).

Na osprzęt dźwigowy układarek rur składają się:
- wysięgnik, umieszczony po lewej stronie maszyny,
- przeciwwagi,
- wciągarki hydrauliczne haka i wysięgnika.

## Budowa układarki rur
Główne podzespoły układarki rur to:
- podwozie gąsienicowe,
- rama główna,
- nadwozie,
- układ napędowy,
- hydraulika układu napędowego,
- osprzęt roboczy,
- hydraulika układu roboczego,
- wciągarki.

### Podwozie gąsienicowe
Podwozie składa się z dwóch ram trakcyjnych o konstrukcji skrzynkowej, które wyposażone są w rolki jezdne, rolki podtrzymujące, koła napinające, koła łańcuchowe, łańcuchy gąsienicowe z płytami gąsienicowymi. Ramy trakcyjne osadzone są na sztywno.

### Rama główna
Rama główne jest to jednolita konstrukcja spawana, utworzona przez połączenie ramy przedniej i tylnej. Do ramy przykręcone zamontowane są: chłodnice, silnik, przekładnia hydrokinetyczna (zmiennik momentu), skrzynia biegów, przekładnie boczne i elementy nadwozia.

### Nadwozie
W skład nadwozia wchodzą: osłony boczne, dach silnika, błotniki, zbiornik paliwa, skrzynka akumulatorów, zbiornik układu hydraulicznego, kabina z fotelem operatora, pulpity, platformy ramy wciągarek, przeciwciężary.

### Układ napędowy
Składa się z następujących elementów:
- silnika z chłodnicą,
- przekładni hydrokinetycznej,
- wału przegubowego,
- skrzyni biegów,
- przekładni głównej z mechanizmem skrętu,
- przekładni bocznych.

### Hydraulika układu napędowego
Składa się z pomp na przekładni hydrokinetycznej, filtrów ssących i ciśnieniowych oraz zaworów hydraulicznych.

### Osprzęt roboczy
Składa się z wysięgnika o długości 7,3 m lub 9,0 m, dwóch oddzielnych wciągarek (jednej do zmiany położenia wysięgnika, drugiej – ruchów haka). Napęd osprzętu dźwigowego realizowany jest za pomocą systemu hydraulicznego. Oddzielne wciągarki dla haka i wysięgnika, z przekładnią planetarną o napędzie hydrostatycznym. Hamulce bębnów wciągarek są wielotarczowe, mokre, o automatycznym działaniu. Przeciwwagi są sterowane hydraulicznie.

## Bezpieczeństwo pracy
Bezpieczeństwo pracy układu dźwigowego gwarantują:
- awaryjny system opuszczania haka,
- automatyczne hamulce tarczowe sterowane hydraulicznie.

Bezpieczeństwo pracy operatora zapewniają:
- ogranicznik podnoszenia wysięgnika,
- hydrauliczny system awaryjnego opuszczania haka,
- mechaniczny wskaźnik kątowy udźwigu,
- elektroniczny wskaźnik rzeczywistego obciążenia haka wraz z sygnalizatorem jego przeciążenia[1].

W Polsce układarki rur o maksymalnym udźwigu 33 t, 72 t i 100 t produkowane są w Stalowej Woli.
Przy zastosowaniu osprzętu dźwigowego urządzenie kwalifikuje się jako żuraw oraz podlega dozorowi technicznemu.